# Характеристика (алгебра)
Характеристика — числовая величина, используемая в общей алгебре для описания некоторых свойств колец или полей.
Для кольца {\displaystyle R} характеристикой {\displaystyle \mathop {\mathrm {char} } R} называется наименьшее целое {\displaystyle n>0} такое, что для каждого элемента {\displaystyle r\in R} выполняется равенство:
{\displaystyle \underbrace {r+\cdots +r} _{n}=0},
а если такого числа не существует, то предполагается {\displaystyle \mathop {\mathrm {char} } R=0}.
Если кольцо имеет единицу, то характеристика может быть определена как наименьшее ненулевое натуральное число {\displaystyle n} такое, что {\displaystyle n\cdot 1=0}; если же такого {\displaystyle n} не существует, то характеристика равна нулю.
Характеристики кольца целых чисел {\displaystyle \mathbb {Z} }, поля рациональных чисел {\displaystyle \mathbb {Q} }, поля вещественных чисел {\displaystyle \mathbb {R} }, поля комплексных чисел {\displaystyle \mathbb {C} } равны нулю. Характеристика кольца вычетов {\displaystyle \mathbb {Z} /n\mathbb {Z} } равна {\displaystyle n}. Характеристика конечного поля {\displaystyle \mathbb {F} _{p^{m}}}, где {\displaystyle p} — простое число, {\displaystyle m} — положительное целое, равна {\displaystyle p}.
Тривиальное кольцо с единственным элементом {\displaystyle 0=1} — единственное кольцо с характеристикой {\displaystyle 1}. 
Если нетривиальное кольцо с единицей и без делителей нуля имеет положительную характеристику {\displaystyle n}, то она является простым числом. Следовательно, характеристика любого поля {\displaystyle K} есть либо {\displaystyle 0}, либо простое число {\displaystyle p}. В первом случае поле {\displaystyle K} содержит в качестве подполя поле, изоморфное полю рациональных чисел {\displaystyle \mathbb {Q} }, во втором случае поле {\displaystyle K} содержит в качестве подполя поле, изоморфное полю вычетов {\displaystyle \mathbb {F} _{p}}. В обоих случаях это подполе называется простым полем (содержащимся в {\displaystyle K}).
Характеристика конечного поля всегда положительна, однако из того, что характеристика поля положительна, не следует, что поле конечно. В качестве контрпримеров можно привести поле рациональных функций с коэффициентами в {\displaystyle \mathbb {F} _{p}} и алгебраическое замыкание поля {\displaystyle \mathbb {F} _{p}}.
Если {\displaystyle R} — коммутативное кольцо простой характеристики {\displaystyle p}, то {\displaystyle (a+b)^{p^{n}}=a^{p^{n}}+b^{p^{n}}} для всех {\displaystyle a,b\in R}, {\displaystyle n\in \mathbb {N} }. Для таких колец можно определить эндоморфизм Фробениуса.